# فرانز هيلدبرانت
فرانز هيلدبرانت (بالألمانية: Franz Hildebrandt)‏ هو أستاذ جامعي ألماني، ولد في 20 فبراير 1909 في برلين في ألمانيا، وتوفي في 25 نوفمبر 1985 في إدنبرة في المملكة المتحدة.